# ويليام رونالد
ويليام رونالد هو رسام كندي، ولد في 13 أغسطس 1926 في ستراتفورد في كندا، وتوفي في 9 فبراير 1998 في باري في كندا.